# 营盘山和姜维城遗址
营盘山和姜维城遗址，为位于四川省阿坝州茂县、汶川县的两处新石器时代文化遗址，2006年被国务院公布为第六批全国重点文物保护单位。

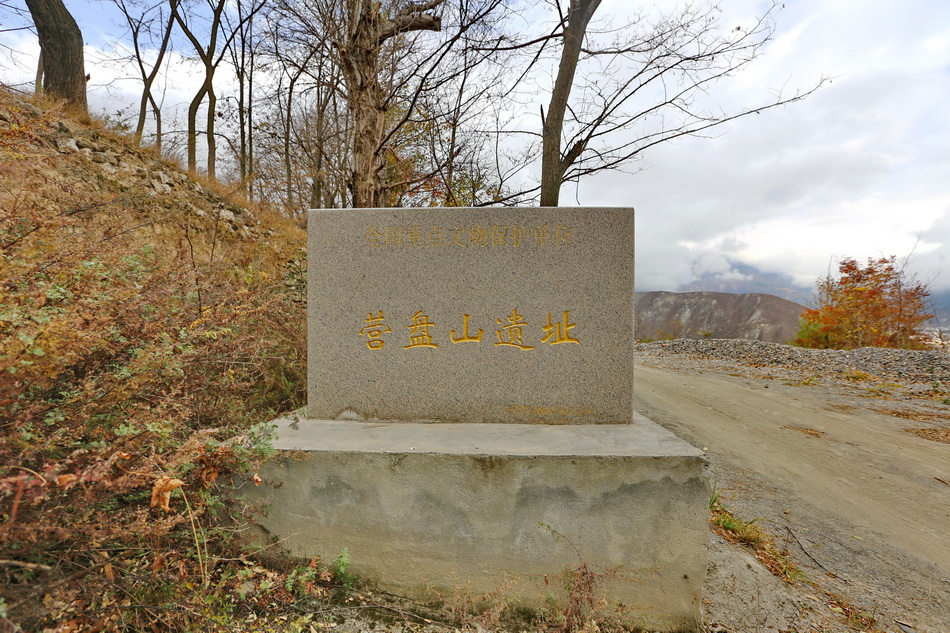
营盘山遗址
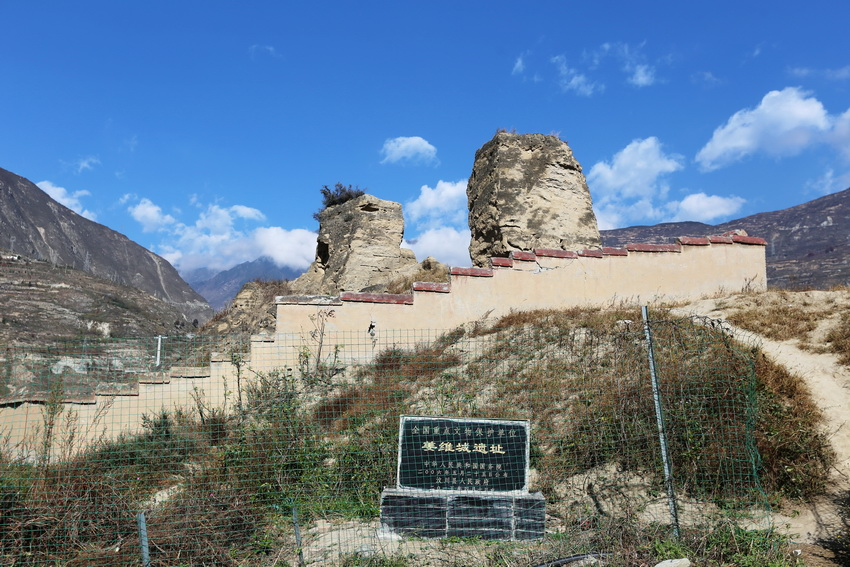
姜维城遗址夯土遗迹
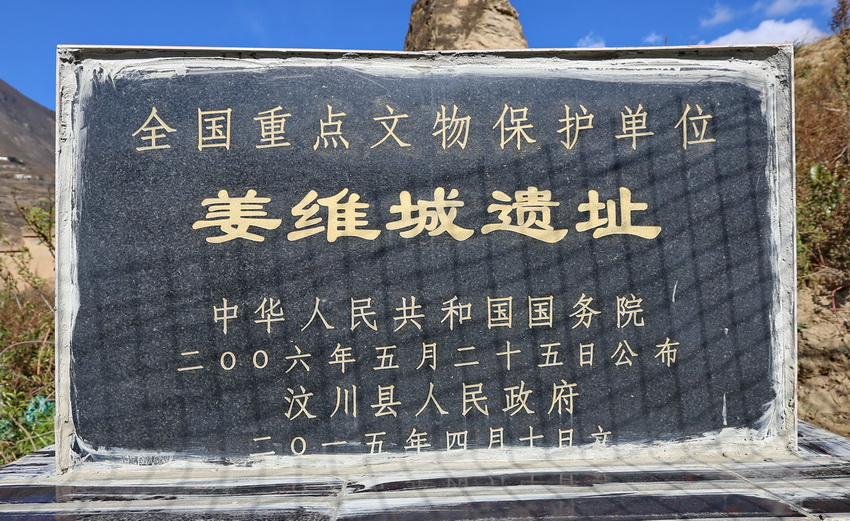
全国重点文物保护单位